# Ерне Лањи
Ерне Лањи (мађ. Lanyi Ernő; (Пешта, 1861 — Суботица, 1923), био је мађарски композитор, музички педагог и музичар.

## Живот и рад
Родио се у Пешти 19. јуна 1861. године, у породици богатог велетрговца. Љубав према музици је наследио од својих родитеља. После очеве смрти одлази са мајком у Париз. У својој четрнаестој години бежи у Беч, где учи музику. Из Беча незадовољан одлази на даље усавршавање по европским градовима, где постаје ученик тада најпознатијих музичара (Лист, Ф. Хилер, Кеслер...). Као диригент и музичар радио је у бечком позоришту „Ринг”, у позоришту у Мишколцу, као учитељ хорског певања у Пешти, диригент у Коложвару, Стоном Београду и Егеру.
У Суботицу први пут долази 1885. године, и ради као диригент у позоришту, у којем само једну сезону тј. до 1886. године, а 1. марта 1906. стаје на чело Музичке школе. Градски савет, после смрти Ференца Гала, моли Лањија да заузме ту дужност. Лањи је реорганизовао установу музичке школе и подигао је на високи ниво. Реорганизовао је и делатност Занатског певачког друштва. Уместо црквеног оркестра основао је и Градски оркестар. Основао је и Радничко певачко друштво, Лудошко певачко друштво, припремао је и Српско певачко друштво за учешће на Бачванском такмичењу српских песама, где је ово друштво освојило прву награду. Годину дана је радио на изради статута Музичке школе, која је призната од стране Градског савета 30. априла 1908. године. Пре свега компоновао је уметничку музику коју је народ прозвао народном због велике популарности. Захваљујући њему, у то време је у Суботици гостовао Бела Барток и Пабло Казалс. Његов се утицај није пружао само на мађарску хорску литературу, него и на раднички покрет. Певачко друштво Синдиката прехрамбених радника изабрало је знамење Лањијеву песму: „Нек се ори песма”.
По њему је названа једна улица у Палићу и Културно уметничко друштво у Суботици.
Пензионисан је 24. августа 1919. године, од када је радио као диригент у цркви св. Терезије до своје смрти 10. марта 1923. године.
Постоји Гробница Ернеа Лањија у Суботици.